# Зверева-Балюк, Диана Викторовна
Диа́на Ви́кторовна Зве́рева-Балю́к (1 апреля 1979, Пушкино, Московская область, РСФСР, СССР — 27 сентября 2009, Москва, Россия) — российская актриса театра и кино.

## Биография

Диана в школьные годы

Диана родилась 1 апреля 1979 в Пушкино (Московская область, СССР) в семье инженера—мостостроителя Виктора Сидоровича (ум. в январе 2010) и камерной певицы и артистки «Москонцерта» Нелли Фёдоровны (умерла в августе 2013).
Девочка росла довольно застенчивым ребёнком, никто и подумать не мог, что в будущим её ждёт карьера артистки. Она была воспитана послушным советским ребёнком. Хорошо училась, занималась народными танцами, пела в хоре, играла на фортепиано, занималась сольфеджио. В 5 классе девочка уезжает в Монголию, где её отец находился в командировке и в течение года учится за границей. После возвращения уже не в СССР, а в Россию Диана неожиданно обнаружила тягу играть на сцене и несколько лет занималась в театральном кружке. Ею была сыграна Джульетта в пьесе «Ромео и Джульетта» (возраст героини и актрисы совпадали). После началась серьёзная подготовка поступления в театральный институт. Мама Дианы была не в восторге от идеи дочери, ведь она не понаслышке знала, что значит быть артисткой.
Будущая актриса, окончив 9 классов экстерном поступила в музыкальное училище имени Прокофьева. Мечту об актёрстве девушка оставила на некоторое время. Во время поступления в театральное училище имени Щепкина её блестящие умения петь, играть на гитаре и понимание искусства были высоко оценены.
В 1997 году Диана поступает в Театральное училище имени Щепкина в мастерскую В. Сафронова, которую с отличием оканчивает в 2001 году. Окончив училище, она поступила в труппу «Театра на Покровке» п/р С. Арцибашева, где и работала до своей смерти.
Летом 2009 года Диана вышла замуж за Константина Ворошилова, а уже в сентябре у пары должен был родиться ребёнок.
24 сентября 2009 года во время родов у 30-летней актрисы произошёл инсульт, в результате чего через трое суток она скончалась, не приходя в сознание. Родившегося мальчика назвали Константином, в честь его отца. Похоронена в Пушкино Московская область.

## Фильмография
| Год       | Название                                         | Тип                   | Роль                                  |
| --------- | ------------------------------------------------ | --------------------- | ------------------------------------- |
| 2010      | Агент особого назначения                         | сериал                | эпизод (серия «Угощение строптивого») |
| 2008      | Монтекристо                                      | сериал                |                                       |
| 2007      | Слуга Государев                                  | фильм                 |                                       |
| 2006      | Рекламная пауза                                  | сериал                | Представитель заказчика 3             |
| 2005—2010 | Кулагин и партнёры                               | сериал                |                                       |
| 2004      | Золотая голова на плахе                          | фильм                 | Софья Толстая                         |
| 2003—2004 | Иллюстрированная история Российского государства | документальный сериал |                                       |
| 2003      | История весеннего призыва                        | фильм                 | Журналистка                           |
| 2002      | Поздний ужин с...                                | фильм                 | эпизод                                |